# United Center
The United Center je najveća višenamjenska športska dvorana u Chicagu, u američkoj saveznoj državi Illinoisi. Dvorana nosi ime po glavnom sponzoru United Airlinesu. United Center je domaćin NHL momčadi Chicago Blackhawksa i NBA momčadi Chicago Bullsa. Današnji United Center sagrađen je na nekoliko desetaka metara udaljenosti od starog Chicago Stadiuma, koji je nakon rušenja poslužio kao veliko parkiralište ispred dvorane. United Center otvoren je 18. kolovoza 1994. godine, a kip Michaela Jordana nalazi se na istočnoj strani dvorane.

## Informacije o dvorani
United Center, pod vlasništvom Rockyja Wirtza i Jerryja Reinsdorfa, zauzima prostor od 89,187 m² te je smiješten na zemljištu veličine 19 ha. United Center najveća je dvorana u SAD-u, ali ne i po kapacitetu. Kapacitet dvorane je promjenjiv, ovisno o potrebi. Dvorana ima 19,717 sjedećih mjesta za hokej, 20,917 sjedećih mjesta za košarku i 23,500 (uključujući i terenski prostor) za koncerte. U United Centeru, godišnje se održi preko 200 raznih manifestacija, a od samog otvaranja, United Center posjetilo je preko 20 milijuna posjetitelja. 2009. godine, dvorana je obnovljena čime su izgrađena dodatna tri kata dvorane s oko 169 novih prostorija. 

## Manifestacije
Kao dodatak sezonskim utakmicama Bullsa i Blackhawksa, United Center je bio domaćin i drugim športskim događajima kao što su NCAA natjecanja u sveučilišnoj košarci te Big Ten sveučilišna natjecanja, također u košarci. Od otvorenja dvorane, mnoge pjevačke zvijezde održale su svoje koncerte u United Centeru, a neki od njih su: Frank Sinatra, U2, Mariah Carey, AC/DC, Madonna, Pearl Jam, Barbra Streisand, Britney Spears, The Rolling Stones, Beyonce, Paul McCartney i mnogi drugi. U trostrukom osvajanju NBA naslova, United Center bio je domaći teren Bullsa tijekom tri NBA finala, u razdoblju od 1996. do 1998. 29. kolovoza 1994. u United Centeru održana je prva sportska manifestacija, tj. WWE natjecateljski turnir. 1996. godine, United Center bio je i domaćin nacionalnoj konvenciji demokrata za predsjedničke izbore, s kandidatom Billom Clintonom. 

## Vanjske poveznice
- Službena stranica
- Lokacijska karta na Wikimapia.org
- Karta dvorane i upute na Arenatrack.com